# 埃尔阿拉莫
埃尔阿拉莫，是西班牙王国马德里自治区的一个市镇。总面积22平方公里，总人口4973人（2001年），人口密度226人/平方公里。